# Rhopalophorella
Rhopalophorella is een kevergeslacht uit de familie van de boktorren (Cerambycidae). De wetenschappelijke naam van het geslacht werd voor het eerst geldig gepubliceerd in 1942 door Linsley.

## Soorten
Rhopalophorella is monotypisch en omvat slechts de volgende soort:
- Rhopalophorella fasciata (LeConte, 1873)